# Дараган, Сергей Борисович
Сергей Борисович Дараган (4 мая 1945, Почеп — 27 октября 2004, Бишкек) — советский художник.

## Биография
Родился в г. Почеп, Брянской области. Первое образование: 1963—1965 — Киргизский государственный университет.  Томский государственный университет — (1965—1968), физический факультет. Учился в аспирантуре.
Окончил Фрунзенское художественное училище — (1973—1975). Член Союза театральных деятелей СССР и Кыргызстана (сценография) с 1983 г. Член Союза художников СССР и Кыргызстана (живопись, графика) с 1985 г. Участник 70-ти художественных выставок в России и за рубежом с 1977 г.
Скончался от онкозаболевания, похоронен в Бишкеке.
Жена: Филиппова Валентина Андриановна (06.07.1946) — архитектор, преподаватель рисунка, трудится в Бишкеке.
Произведения (хранение): 
- Дирекция выставок Министерства культуры России. Москва;
- Кыргызский национальный музей изобразительных искусств. Бишкек. Кыргызстан;
- Томский областной художественный музей. Томск. Россия;
- Калининградская государственная художественная галерея. Калининград-Кенигсберг. Россия;
- Новосибирская государственная картинная галерея. Новосибирск. Россия;
- Частные коллекции в Германии, Дании, Индии, Испании, Италии, США, Турции, Франции, Чехии, Швейцарии.

## Участие в выставках
- С 1977—2002 — Республиканские художественные выставки. Фрунзе (Бишкек). Кыргызстан.
- 1986 — Всесоюзная выставка станковой графики. Москва. Россия.
- 1987 — Всесоюзная выставка произведений художников театра, кино и телевидения. Москва. Россия.
- 1989 — Всесоюзная выставка «Мы строим коммунизм». Москва. Россия.
- 1991 — Всесоюзная выставка рисунка «Рисунок-91». Москва. Россия.
- 1992 — Выставка произведений художников театра «Музыка. Свет. Движение». Москва. Россия.
- 1994 — Выставка избранных произведений художников Кыргызстана. Галерея «Красная крыса». Бишкек. Кыргызстан.
- 1990,1992,1996,1998 — Международная Биеннале современной станковой графики. Калининград-Кенигсберг. Россия.
- 1998, 1999, 2000, 2002 — Московский Международный художественный Салон «Центральный Дом Художника». Москва. Россия.
- 1999 — Выставка современного искусства «Плюс — Минус». Бишкек. Кыргызстан.
- 1999, 2001 — Новосибирская Международная Биеннале современной станковой графики. Новосибирск. Россия.
- 2000 — Центрально-Азиатская выставка графики «Самал». Алматы. Казахстан.
- 2001 — Международный фестиваль «Шелковый путь культуры». Мастер-Класс «Казахстан-2000». Центральный государственный музей Республики Казахстан. Алматы. Казахстан.
- 2001 — Международная выставка метафизического искусства «Внутренняя Азия». Бишкек. Алматы. Санкт-Петербург. Новосибирск.
- 2001 — Выставка кыргызских и казахских художников «…001». Бишкек. Кыргызстан.
- 2001 — Выставка живописи и скульптуры Кыргызстана. Авиньон. Франция.
- 2002 — Пейзаж Киргизии. (Фонд Ч. Айтматова). Бурглинстир. Люксембург.
- 2002 — Международная передвижная выставка «Внутренняя Азия 2002». Алматы. Бишкек.

## Персональные выставки
- 1997 — Выставка «Обнаженная модель». «Абстрактное искусство». «Пейзаж». «Сценография». (152 произведения, 450 м2). Кыргызский государственный музей изобразительных искусств. Бишкек. Кыргызстан.
- 1997 — Выставка «Обнаженная модель». «Абстрактное искусство». (50 произведений, 150 м2). Центральный Дом художника. Москва. Россия.
- 1999 — Выставка «Обнаженная модель». «Абстрактное искусство». (94 произведения, 700 м2).. Калининградская государственная художественная галерея. Калининград. Россия.
- 2000 — Выставка «Обнаженная модель», (39 произведений, 210 м2). Новосибирская государственная картинная галерея. Новосибирск. Россия.
- 2000 — Выставка «Художник и модель». (52 произведения, 400 м2). Кыргызский Национальный музей изобразительных искусств им. Г. Айтиева. Бишкек. Кыргызстан.
- 2001 — Выставка «Обнаженная модель». «Абстрактное искусство». (38 произведений, 240 м2). Центральный Дом художника. Москва. Россия.
- 2002 — Московский Международный художественный Салон «Центральный Дом Художника». (38 работ, 240 м2). Москва. Россия.
- 2003 — Проект «Продолжение темы» (3). Выставка «Обнаженная модель» «Абстрактное искусство».  (42 работы, 200 м2). Выставочный зал Союза художников Кыргызстана. Бишкек. Кыргызстан.
- 2004 — Выставка «Ню». (36 работ, 64 м2). Центральноазиатская академия искусств.   Бишкек. Кыргызстан.

## Достижения
- 1990 — Диплом жюри. I Международная Биеннале современной станковой графики «Калининград-90». Калининград. Россия.
- 1999 — Диплом Лауреата II премии. I Новосибирская Международная Биеннале современной станковой графики. Новосибирск. Россия.

## Память
- «Дараган галерея» in the firms database Почтовый индекс: 720000 Адрес: Киргизия, 720000, Бишкек, Киевская 44; Постоянно действующая экспозиция работ художника.